# Michael Törne
Michael Johannis Törne, född 1637 eller 1638 i Köping, död 8 april 1694 i Stockholm, var rådman och senare borgmästare i Stockholm och talman för borgarståndet.

## Biografi
Michael Törne föddes 1638. Han var son till borgmästaren i Stockholm Hans Olofsson Törne och hans första hustru Christina Hising. Han inskrevs i oktober 1660 vid Uppsala universitet. 1665 utsågs han till aktuarie vid Stockholms rådhusrätt. 1669 blev Törne notarie i Byggnings- och ämbetskollegium. 1673 blev han notarie vid Rådhuset, extra ordinarie rådman i februari 1677 och senare samma år ordinarie. 1683 blev han handelsborgmästare i Stockholm, och 1692 utsågs han till politieborgmästare. Han var riksdagsman för borgerskapet i Stockholm 1678, 1680, 1682, och 1693; sista året som talman för borgarståndet.[källa behövs]

### Familj
Törne gifte sig 1673 med Brita Andersén (1654–1689). Hon var dotter till handlanden Tomas Andersén och Sara Nyman i Stockholm. De fick tillsammans barnen överstelöjtnant Michael von Törne (1682–1744) och kommerserådet Olof von Törne (1686–1745).
Törne gifte sig andra gången 22 februari 1691 med Margareta Bergia (född 1675). Hon var dotter till kyrkoherden Olaus Andreae Bergius och Catharina Furubom i Klara församling.